# Махайский, Ян-Вацлав Константинович
Ян-Вацлав Константинович Махайский (пол. Jan Wacław Machajski; 27 декабря 1866 [8 января 1867] — 19 февраля 1926) — польский анархист, теоретик «махаевщины».

## Биография
Родился в семье небогатого чиновника, который умер, когда Ян-Вацлав был еще ребенком, оставив большую и бедную семью. Махайский посещал гимназию в Кельце и помогал содержать своих братьев и сестер, будучи репетитором у своих школьных товарищей, что жили в превращенной в пансион квартире его матери.
Во время учёбы в Варшавском университете, принял участие в польском национально-освободительном движении. Два года спустя, посещая Цюрихский университет, он порвал со своей первой политической философией (смесь социализма и польского национализма) ради революционного интернационализма Маркса и Энгельса. Но позже в значительной мере испытал влияние Михаила Бакунина и экономистов 1890-х годов.
Арестован в мае 1892 года при перевозке через границу прокламаций,  напечатанных для лодзинских рабочих русские и польские студенты, проживавшие в Цюрихе. Провёл два года в Варшавской цитадели и год в одиночном заключении Крестах и был сослан на пять лет в Вилюйск. Там, в конце 1890-х годов, он написал свой основной труд «Умственный рабочий», где изложил свои идеи. В 1900 году перебрался в Иркутск, где организовал кружок своих сторонников для борьбы с интеллигенцией. В Иркутске арестован, отпущен под залог 5 тысяч рублей из тюрьмы. Следствие шло до 1903 года, после чего был посажен в Александровский централ, но бежал оттуда с помощью А. В. Шетлиха и других соратников, в дальнейшем перебрался за границу. Вернулся в Россию в 1906 году во время Первой русской революции. В 1908—1917 годах жил в Женеве.
С 1917 года — в России и после Октябрьской революции от политической деятельности отошёл, служа до своей смерти в качестве технического редактора «Народного хозяйства» (затем – «Социалистического хозяйства»), печатного органа Высшего совета народного хозяйства. Правда, летом 1918 года он опубликовал единственный номер журнала под названием «Рабочая революция», в котором осуждал большевиков за невыполнение полной экспроприации буржуазии и улучшения экономического положения рабочего класса. Но любая попытка сбросить правительство большевиков, говорил он, пойдет на руку только «белым», которые являются большим злом, нежели большевики.
Умер от сердечного приступа в феврале 1926 году.

## «Махаевщина»
Антиинтеллектуальная теория, согласно которой рабочий класс эксплуатируется всем «образованным обществом» и интеллигенцией в первую очередь. Одним из основных угнетателей рабочих, согласно этой теории, выступает революционная интеллигенция, стремящаяся «подчинить себе рабочий класс и жить за его счет». В обыденной политической речи подобная ненависть к интеллигенции получила название «махаевщина».
Противоположностью социализма «умственных рабочих» является «пролетарский социализм» по принципу равного разделения всего дохода.
В наше время под влиянием махаевских идей находятся как некоторые анархисты, так и сталинисты (догматичные пролетаристы).

## Сочинения
- А. Вольский Умственный рабочий. — New York ; Baltimore : Международное литературное содружество, 1968. — 431 с.